# Graham Parker

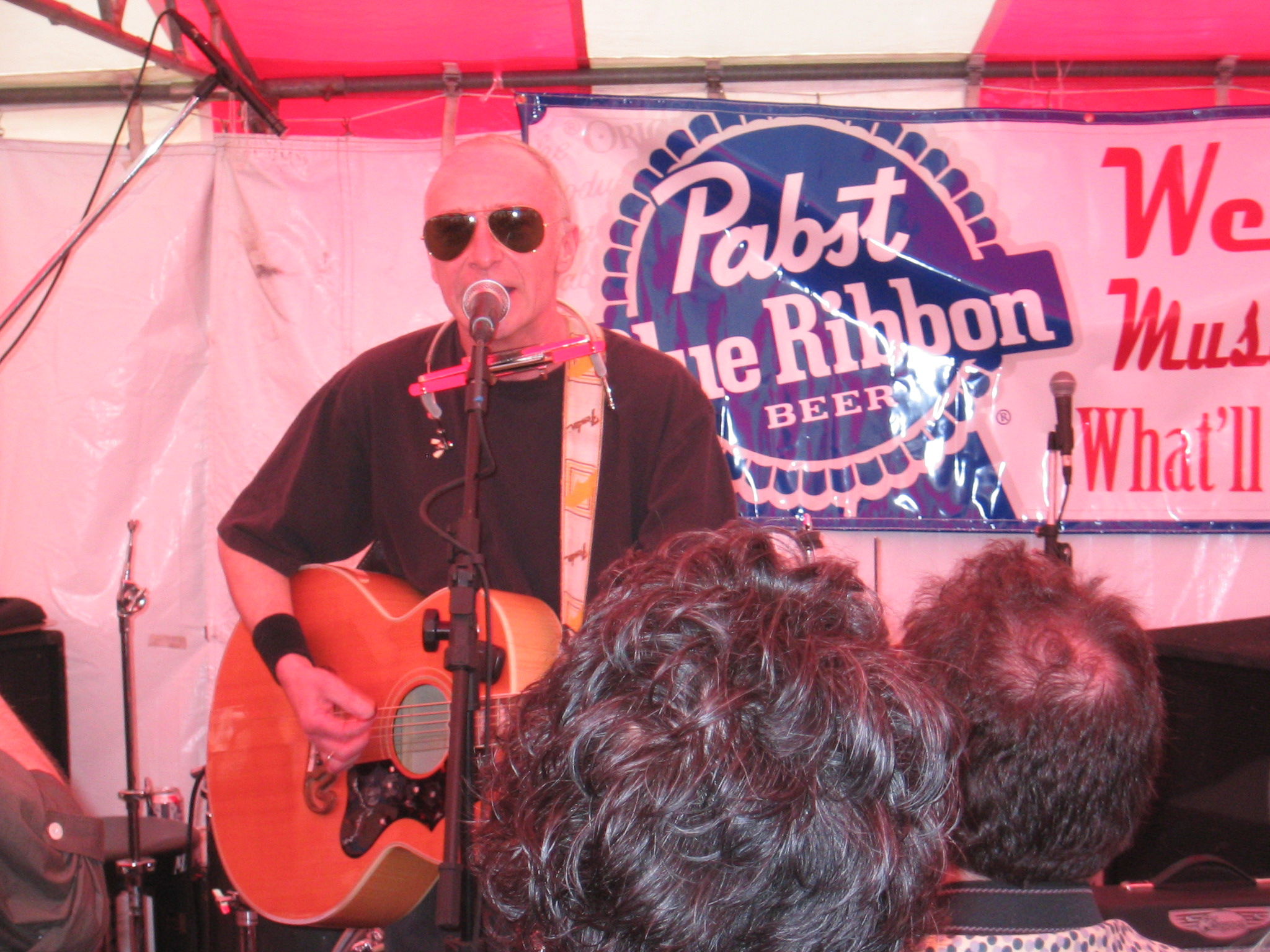
Graham Parker 2007

Graham Parker (* 18. November 1950 in London) ist ein britischer Musiker (Gitarre, Gesang) und Songschreiber.

## Die Anfänge
Obwohl Graham Parker schon als Jugendlicher von einer Karriere als Rockmusiker träumte, musste er sich nach seinem Schulabschluss zunächst mit Jobs als Tankwart, LKW-Fahrer oder in einer Gummischlauchfabrik über Wasser halten. Ab 1970 spielte er in verschiedenen erfolglosen Bands, die von Spanien bis nach Marokko tourten. 1975 kehrte Parker nach London zurück, wo ihm der Chef von Stiff Records Dave Robinson die Möglichkeit gab, einige Demos aufzunehmen. Zudem machte Robinson Graham Parker mit der gerade gegründeten Band The Rumour bekannt, die aus Brinsley Schwarz (Gitarre), Martin Belmont (Gitarre), Andrew Bodnar (Bass), Bob Andrews (Keyboards) und Stephen Goulding (Schlagzeug) bestand. Sie sollten fortan für die nächsten fünf Jahre Parkers Begleitband bilden. Graham Parker & The Rumour spielten einen sparsamen und gitarrenbetonten Bluesrock, der sich gleichzeitig stark mit Soul und Rhythm and Blues vermischte. Besonders Parkers raue Stimme verlieh den Songs ihre ganz besondere Intensität. Diese Musik entfaltete vor allem auf der Bühne ihre besondere Wirkung, so dass Graham Parker & The Rumour sich schnell zu einer der beliebtesten Live-Bands in England entwickelten.

## Der Aufstieg
1976 erschien Graham Parkers erste LP Howlin’ Wind, die von Nick Lowe produziert worden war. Das Album bestach sowohl durch die routinierte und doch lockere Spielweise von The Rumour als auch durch Parkers aufwühlende Songs. So rechnete er zum Beispiel in Don’t Ask Me Questions mit der Kirche ab, während er in Back To Schooldays die englische Gesellschaft und ihr Bildungssystem kritisierte. Schmerz, Bitterkeit und Angst zogen sich wie ein roter Faden durch die Songs von Graham Parker & The Rumour. Howlin’ Wind sowie das Nachfolge-Album Heat Treatment (1976) wurden trotz Lob und Anerkennung durch die Kritiker kommerzielle Misserfolge. Erst die EP The Pink Parker (1977) brachte der Band den ersten Hitparadenerfolg. Auf der wiederum von Nick Lowe produzierten LP Stick To Me (1977) überraschten Graham Parker & The Rumour mit poppigeren und großzügigeren Arrangements und ließen stärker Reggae-Elemente in ihre Musik einfließen. 1979 erschien das Album Squeezing Out Sparks, das sich gut verkaufte und von den Kritikern als Parkers bis dahin beste Arbeit gefeiert wurde. Auch das Live-Doppelalbum Parkerilla (1978) und die LP The Up Escalator (1980) kamen beim Publikum gut an. Letztere sollte Parkers letzte Zusammenarbeit mit seiner langjährigen Begleitband The Rumour werden, von der er sich im August 1980 trennte.

## Die 1980er Jahre bis heute
Anfang der 1980er Jahre ließ sich Graham Parker in New York nieder, wo er das Album Another Grey Area (1982) einspielte, für das er jedoch erstmals schlechte Kritiken erntete. Mit The Real Macaw konnte er sich ein Jahr später bei der Fachpresse wieder rehabilitieren. Zu diesem Zeitpunkt hatte jedoch Graham Parkers kommerzieller Abstieg zum „Kritikerliebling“ begonnen. Steady Nerves (1985) und Mona Lisa’s Sister (1988) wurden seine letzten Platten, die sich in den LP-Charts platzieren konnten. Parker verlor seinen Plattenvertrag und musste seine hochgelobten Alben wie das sanft folkige 12 Haunted Episodes (1995) auf immer kleineren Labels veröffentlichen. Seiner Enttäuschung darüber tat er 1996 auf dem Album Acid Bubblegum in dem Song Sharpening Axes kund, in dem er die Zeile „Die Masse interessiert sich nicht für mich, und ich interessiere mich nicht für die Masse“ sang. 2007 erschien die CD Don’t Tell Columbus, und am 16. März 2010 wurde Imaginary Television veröffentlicht. In dem Film Immer Ärger mit 40 aus dem Jahr 2012 hatte Parker einen Cameo-Auftritt. Paul Rudd spielt in diesem Film den Inhaber eines Plattenlabels, der kurz vor der Pleite steht und seine letzte Hoffnung in Graham Parker setzt.

## Diskografie
(Von 1976 bis 1979 inklusive sowie 2012/2015 als Graham Parker & the Rumour)

### Studioalben
| Jahr | Titel                | Höchstplatzierung, Gesamtwochen, AuszeichnungChartplatzierungen (Jahr, Titel, Platzierungen, Wochen, Auszeichnungen, Anmerkungen) | Höchstplatzierung, Gesamtwochen, AuszeichnungChartplatzierungen (Jahr, Titel, Platzierungen, Wochen, Auszeichnungen, Anmerkungen) | Anmerkungen |
| Jahr | Titel                | UK | US | Anmerkungen |
| ---- | -------------------- | --- | --- | ----------- |
| 1976 | Heat Treatment       | UK52 (2 Wo.)UK | US169 (7 Wo.)US |             |
| 1977 | Stick To Me          | UK35 (5 Wo.)UK | US125 (5 Wo.)US |             |
| 1979 | Squeezing Out Sparks | UK22 (8 Wo.)UK | US40 (24 Wo.)US |             |
| 1980 | The Up Escalator     | UK36 (10 Wo.)UK | US40 (15 Wo.)US |             |
| 1982 | Another Grey Area    | UK98 (6 Wo.)UK | US52 (16 Wo.)US |             |
| 1983 | The Real Macaw       | — | US59 (14 Wo.)US |             |
| 1985 | Steady Nerves        | — | US57 (21 Wo.)US |             |
| 1988 | Mona Lisa’s Sister   | — | US77 (19 Wo.)US |             |
| 1989 | Human Soul           | — | US165 (9 Wo.)US |             |
| 1991 | Struck By Lightning  | — | US131 (8 Wo.)US |             |

Weitere Studioalben
- 1976: Howlin’ Wind
- 1992: Burning Questions
- 1995: 12 Haunted Episodes
- 1996: Acid Bubblegum
- 2001: Deepcut To Nowhere
- 2004: Your Country
- 2005: Songs Of No Consequence
- 2007: Don’t Tell Columbus
- 2009: Carp Fishing On Valium
- 2010: Imaginary Television
- 2012: Three Chords Good
- 2015: Mystery Glue
- 2018: Cloud Symbols

### Livealben
| Jahr | Titel          | Höchstplatzierung, Gesamtwochen, AuszeichnungChartplatzierungen (Jahr, Titel, Platzierungen, Wochen, Auszeichnungen, Anmerkungen) | Höchstplatzierung, Gesamtwochen, AuszeichnungChartplatzierungen (Jahr, Titel, Platzierungen, Wochen, Auszeichnungen, Anmerkungen) | Anmerkungen |
| Jahr | Titel          | UK | US | Anmerkungen |
| ---- | -------------- | --- | --- | ----------- |
| 1978 | The Parkerilla | UK14 (5 Wo.)UK | US149 (3 Wo.)US |             |

Weitere Livealben
- 1976: Live at Marble Arch
- 1977: At The Palladium, New York
- 1979: Live Sparks
- 1989: Live! Alone In America
- 1993: Live Alone! Discovering Japan
- 1996: Live from New York
- 1997: The Last Rock ’n Roll Tour
- 1998: Not If It Pleases Me
- 2003: King Biscuit Flower Hour Presents Graham Parker
- 2003: Live Cuts From Somewhere
- 2003: Blue Highway
- 2005: Live Alone: The Bastard of Belgium
- 2005: Yer Cowboy Boot
- 2006: 103 Degrees in June
- 2007: Platinum Bastard
- 2009: Live In San Francisco 1979
- 2011: Live Alone At The Freight & Salvage
- 2012: Live Alone At The Freight And Salvage
- 2014: Official Bootleg Box

### Kompilationen
- 1980: The Best of Graham Parker and the Rumour
- 1982: Look Back in Anger: Classic Performances
- 1982: Historia de la musica rock: Graham Parker and the Rumour
- 1984: It Don’t Mean a Thing If It Ain’t Got That Swing
- 1986: Pourin’ It All Out: The Mercury Years
- 1992: The Best of Graham Parker 1988–1991
- 1993: Passion Is No Ordinary Word: The Graham Parker Anthology
- 1996: No Holding Back
- Vertigo Compilation
- 1997: Temporary Beauty
- Stiffs & Demons
- 1999: Master Hits
- The Ultimate Collection
- 2001: You Can’t Be Too Strong: An Introduction to Graham Parker and the Rumour
- 2003: The Official Art Vandelay Tapes
- 2003: A Fair Forgery of Pink Floyd
- 2005: The Official Art Vandelay Tapes Vol 2
- 2013: The Beautiful Old
- 2014: Don’t Ask Me Questions: The Best of Graham Parker & the Rumour (1976-1979)

### EPs
| Jahr | Titel Album     | Höchstplatzierung, Gesamtwochen, AuszeichnungChartplatzierungen (Jahr, Titel, Album, Platzierungen, Wochen, Auszeichnungen, Anmerkungen) | Höchstplatzierung, Gesamtwochen, AuszeichnungChartplatzierungen (Jahr, Titel, Album, Platzierungen, Wochen, Auszeichnungen, Anmerkungen) | Anmerkungen |
| Jahr | Titel Album     | UK | US | Anmerkungen |
| ---- | --------------- | --- | --- | ----------- |
| 1977 | The Pink Parker | UK24 (5 Wo.)UK | — |             |

Weitere EPs
- 1994: Graham Parker’s Christmas Cracker

### Weitere CD-Veröffentlichungen
- 1999: Loose Monkeys (Outtakes)
- 2001: That’s When You Know (Demoaufnahmen)

### Singles
| Jahr | Titel Album                                     | Höchstplatzierung, Gesamtwochen, AuszeichnungChartplatzierungen (Jahr, Titel, Album, Platzierungen, Wochen, Auszeichnungen, Anmerkungen) | Höchstplatzierung, Gesamtwochen, AuszeichnungChartplatzierungen (Jahr, Titel, Album, Platzierungen, Wochen, Auszeichnungen, Anmerkungen) | Anmerkungen |
| Jahr | Titel Album                                     | UK | US | Anmerkungen |
| ---- | ----------------------------------------------- | --- | --- | ----------- |
| 1977 | Hold Back the Night The Pink Parker             | — | US58 (8 Wo.)US |             |
| 1978 | Hey Lord, Don’t Ask Me Questions The Parkerilla | UK32 (7 Wo.)UK | — |             |
| 1982 | Temporary Beauty Another Grey Area              | UK50 (4 Wo.)UK | — |             |
| 1983 | Life Gets Better The Real Macaw                 | — | US94 (2 Wo.)US |             |
| 1985 | Wake Up (Next to You) Steady Nerves             | — | US39 (12 Wo.)US |             |

Weitere Singles
- 1977: (Let Me Get) Sweet on You
- 1978: The New York Shuffle
- 1979: Protection
- 1979: Discovering Japan
- 1979: Local Girls
- 1979: I Want You Back (Alive)
- 1988: Get Started. Start a Fire
- 1988: Don’t Let It Break You Down
- 1989: Big Man on Paper

### Videoalben
- Graham Parker Live
- 2005: Graham Parker at Rockpalast